# ميخائيل روبرتس (لاعب كرة قدم أمريكية)
ميخائيل روبرتس (بالإنجليزية: Michael Roberts)‏ هو لاعب كرة قدم أمريكية أمريكي، ولد في 7 مايو 1994 في كليفلاند في الولايات المتحدة.

## وصلات خارجية
- ميخائيل روبرتس على موقع مرجع كرة القدم المحترفة.كوم (الإنجليزية)